# Goudbuikincakolibrie
De goudbuikincakolibrie (Coeligena bonapartei) is een vogel uit de familie Trochilidae (kolibries). De vogel is genoemd naar de Franse ornitholoog Karel Lucien Bonaparte.

## Kenmerken
De vogel is 14 cm lang. Deze kolibrie is overwegend glanzend groen van boven, met een lange rechte snavel. Opvallend is bij het mannetje de glanzend blauwe vlek op de keel.

## Verspreiding en leefgebied
Deze soort komt voor in oostelijk Colombia. 